# H̱̄
H̱̄ (minuscule : ẖ̄), appelé H macron macron souscrit, est une lettre latine utilisé dans la romanisation ISO 233-1 de l’alphabet arabe. Elle est composée d’un H diacrité d’un macron souscrit et d’un macron.

## Utilisation
Dans la romanisation ISO 233-1 de l’alphabet arabe, ‹ ẖ̄ › représente un ḫāʾ šadda ‹ خّ ›, le h macron souscrit ‹ ẖ › et le macron représentant respectivement le ḫāʾ et le šadda.

## Représentations informatiques
Le H macron macron souscrit peut être représenté avec les caractères Unicode suivants : 
- composé et normalisé NFC (latin étendu additionnel, diacritiques) :

| formes    | représentations | chaînes de caractères | points de code | descriptions                                                 |
| --------- | --------------- | --------------------- | -------------- | ------------------------------------------------------------ |
| minuscule | ẖ̄               | ẖ◌̄                    | U+1E96 U+0301  | lettre minuscule latine h macron souscrit diacritique macron |

- décomposé et normalisé NFD (latin de base, diacritiques) :

| formes    | représentations | chaînes de caractères | points de code       | descriptions                                                             |
| --------- | --------------- | --------------------- | -------------------- | ------------------------------------------------------------------------ |
| majuscule | H̱̄               | H◌̱◌̄                   | U+0048 U+0331 U+0304 | lettre majuscule latine h diacritique macron souscrit diacritique macron |
| minuscule | ẖ̄               | h◌̱◌̄                   | U+0068 U+0331 U+0304 | lettre minuscule latine h diacritique macron souscrit diacritique macron |

## Sources
- (en) Thomas T. Pederson, Transliteration of Arabic, 2.2, 2008 (lire en ligne)